# ام‌وی هونگور
ام‌وی هونگور (به انگلیسی: MV Havengore) یک کشتی است که طول آن ۲۵٫۸۱ متر (۸۴٫۷ فوت) می‌باشد. این کشتی در سال ۱۹۵۶ ساخته شد.